# Morton (Illinois)
Morton es una villa ubicada en el condado de Tazewell en el estado estadounidense de Illinois. En el Censo de 2010 tenía una población de 16267 habitantes y una densidad poblacional de 483,24 personas por km².

## Geografía
Morton se encuentra ubicada en las coordenadas 40°36′49″N 89°28′1″O / 40.61361, -89.46694. Según la Oficina del Censo de los Estados Unidos, Morton tiene una superficie total de 33.66 km², de la cual 33.55 km² corresponden a tierra firme y (0.34%) 0.11 km² es agua.

## Demografía
Según el censo de 2010, había 16267 personas residiendo en Morton. La densidad de población era de 483,24 hab./km². De los 16267 habitantes, Morton estaba compuesto por el 96.27% blancos, el 0.69% eran afroamericanos, el 0.18% eran amerindios, el 1.29% eran asiáticos, el 0.02% eran isleños del Pacífico, el 0.56% eran de otras razas y el 0.98% pertenecían a dos o más razas. Del total de la población el 1.67% eran hispanos o latinos de cualquier raza.